# Burgdorf (Region Hannover)
Burgdorf (niederdeutsch Bortörp) ist eine Mittelstadt mit etwa 30.000 Einwohnern in der niedersächsischen Region Hannover. Bis 1974 war die Stadt Sitz des Landkreises Burgdorf. Burgdorf ist für seinen Spargelanbau bekannt und hat eine lange Anbautradition, die hier 1750 erstmals erwähnt wurde. Der Ort liegt in einem traditionellen Pferdezuchtgebiet für Hannoveraner und ist Standort eines Pferdemarktes. In Burgdorf befindet sich die größte Zinnfigurensammlung Deutschlands im kommunalen Besitz.

## Geografie

### Lage
Burgdorf liegt zwischen Hannover, Celle und Peine und ist von allen drei Städten jeweils etwa 25 km entfernt. Es grenzt an Uetze, Lehrte, Isernhagen und Burgwedel sowie an die Gemeinde Adelheidsdorf im Landkreis Celle. Durch das Gebiet der Stadt Burgdorf fließt die Burgdorfer Aue, deswegen wird sie auch die Auestadt genannt. Der prägende Naturraum ist die Burgdorf-Peiner Geest mit ihren nährstoffarmen, sandigen Böden, größtenteils flacher Landschaft mit einigen niedrigen Hügeln sowie Kiefern- und Birken- und Stieleichenwäldern. Das Stadtgebiet wird vom Altwarmbüchener Moor und dem Oldhorster Moor im Westen sowie dem Burgdorfer Holz im Osten eingeschlossen.

### Stadtgliederung

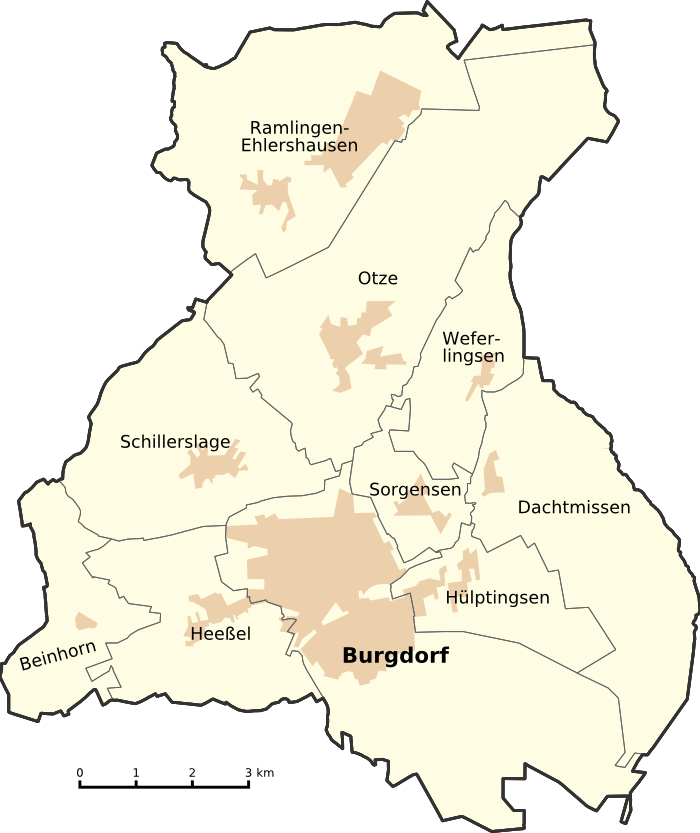
Die Ortschaften Burgdorfs

Die Stadt Burgdorf ist eine Einheitsgemeinde und besteht aus folgenden Stadtteilen:
- Beinhorn
- Burgdorf (Kernstadt)
- Dachtmissen
- Heeßel (mit Ahrbeck)
- Hülptingsen
- Otze
- Ramlingen-Ehlershausen
- Schillerslage
- Sorgensen
- Weferlingsen

Im Volksmund gibt es weiterhin eine informelle Gliederung des Stadtgebiets. Man spricht von der Weststadt, die westlich der Bahnstrecke gelegen ist, von der Nordstadt nördlich der Gartenstraße und der Südstadt südlich der Aue und des Gümmekanals. Das Gebiet zwischen diesen drei Stadtvierteln wird als Innenstadt oder Altstadt bezeichnet.

## Geschichte

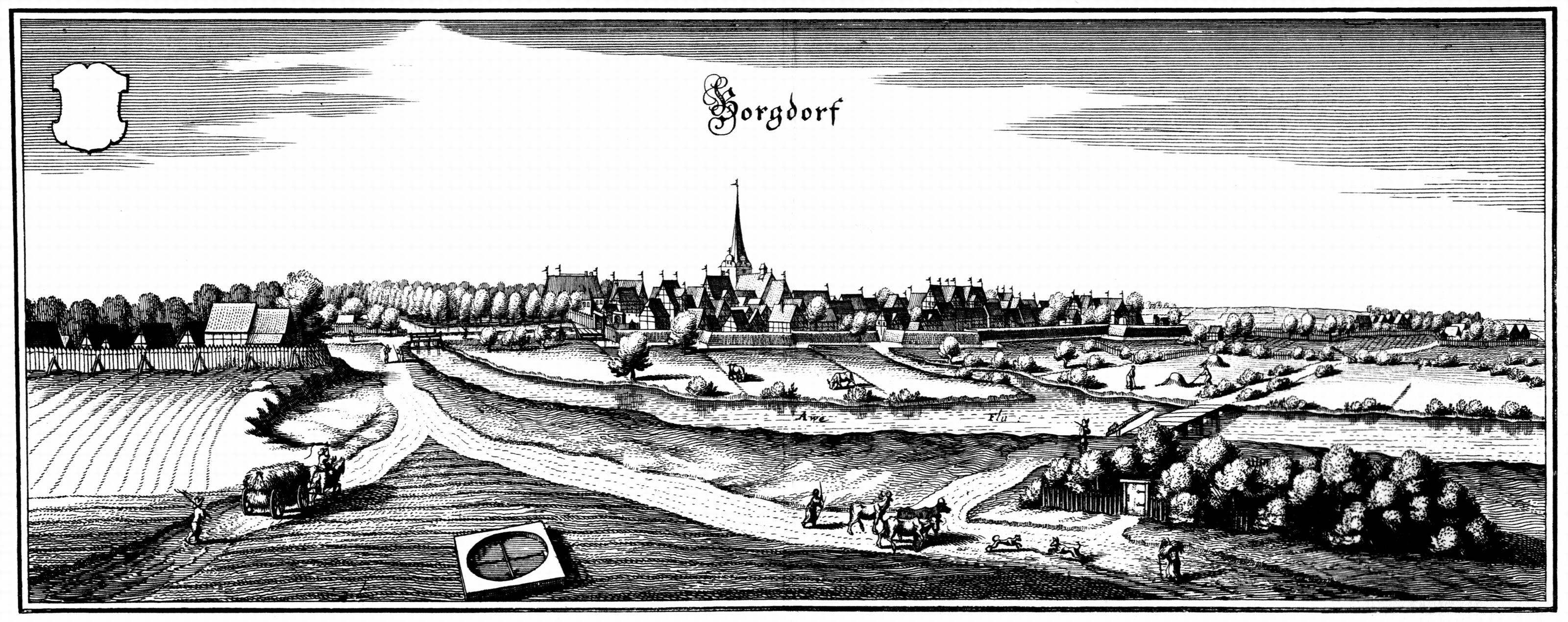
Burgdorf um 1654 in einem Merian-Stich

Burgdorf wurde 1277 erstmals urkundlich erwähnt. Es gehörte zum Bistum Hildesheim. Während des Mittelalters war der Ort von einer Reihe von kleineren Ansiedlungen umgeben, die wüst fielen. Dazu gehören Eseringen, Garvesse, Hetelingen und Oensingen. Nach der kleinen Hildesheimer Stiftsfehde (1420–1422) kam es dann 1433 an die Celler Herzöge, deren Gebiet später zum Regierungsbezirk Lüneburg wurde. 1433 ließ Herzog Otto von der Heide das Schloss Burgdorf neu aufbauen und mit einem Wall und doppelten Graben umziehen. Der Ort Burgdorf war damals nur ein Dorf.
Im Dreißigjährigen Krieg gab es eine Schlacht bei einem stark besetzten Pass bei Dachtmissen. Gegen die Kontributionen und Abgaben wehrten sich die Burgdorfer Bürger 1637 mit einem kleineren Aufstand. Auch in den Jahren 1658 und 1809 gab es große Brände in der Stadt, welche dadurch immer wieder zerstört und danach wieder aufgebaut wurde.
1811 erbaute die jüdische Gemeinde in Burgdorf ein Fachwerkhaus und richtete darin die Synagoge Burgdorf ein. 1939 wurde sie gezwungen, das Gebäude an die Stadt zu verkaufen. Ab 1941 diente es der Hitlerjugend als Geschäftsstelle und war später eine Bücherei. Seit dem Jahr 2008 ist das Gebäude eine kulturelle Begegnungsstätte unter der Bezeichnung KulturWerkStadt.
1935 entstand östlich der Altstadt die katholische St.-Nikolaus-Kirche, die 1972 bedeutend erweitert und modernisiert wurde.
Während des Zweiten Weltkrieges warf die United States Army Air Forces am 24. Februar 1945 fast 70 Bomben auf Burgdorf ab, wodurch 30 Bewohner den Tod fanden. 2006 wurde für die Bombenopfer eine Gedenktafel am zentralen Spittaplatz aufgestellt. In der Zeit des Krieges mussten zahlreiche NS-Zwangsarbeiter auf Bauernhöfen in Burgdorf und Umgebung Zwangsarbeit verrichten. 1944 kam es zu einem Aufstand, woraufhin 31 polnische und sowjetische Zwangsarbeiter aus Burgdorf und Umgebung am 9. August 1944 im KZ Neuengamme hingerichtet wurden. Nach Kriegsende errichtete die britische Militärregierung am nordöstlichen Stadtrand Burgdorfs das Barackenlager Ohio. Ende 1945 lebten dort 1000 ehemalige Kriegsgefangene, Zwangsarbeiter und heimatlos gewordene Ausländer.
Der bis 1974 bestehende Landkreis Burgdorf wurde gegen den Willen des überwiegenden Teils der Bevölkerung mit den Landkreisen Neustadt am Rübenberge, Springe und Hannover zum neuen Landkreis Hannover zusammengeschlossen. Burgdorf verlor dadurch den Status als Kreisstadt und gehörte nicht mehr dem Regierungsbezirk Lüneburg an, sondern dem am 31. Dezember 2004 aufgelösten Regierungsbezirk Hannover.
Am 1. November 2001 wurde der Landkreis Hannover mit der Stadt Hannover zur Region Hannover zusammengeschlossen, der Burgdorf damit auch angehört. In Burgdorf gibt es ein Amtsgericht und ein Finanzamt.

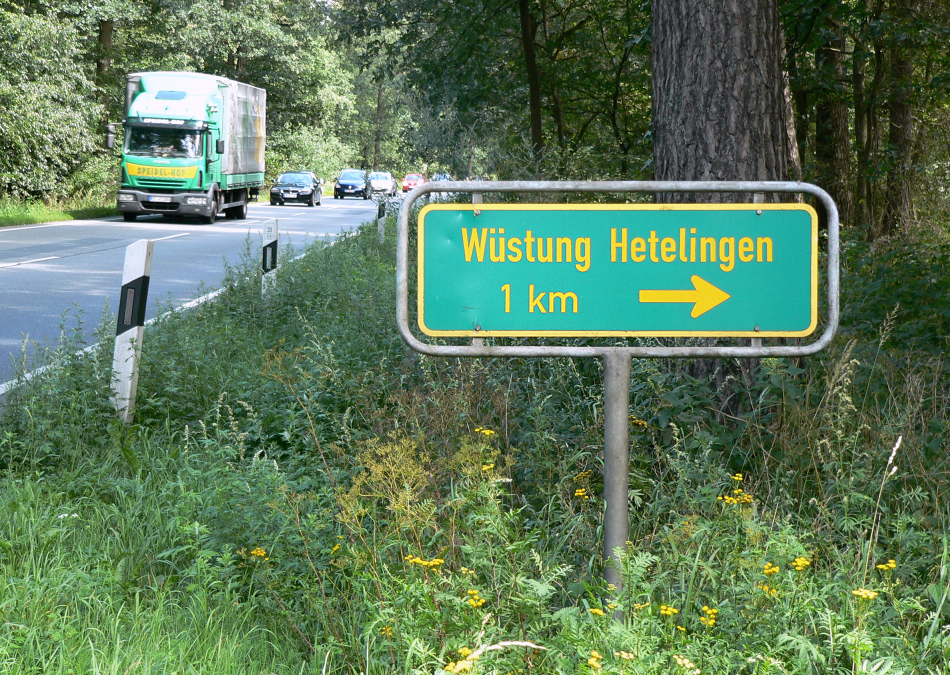
Hinweisschild zur mittelalterlichen Wüstung Hetelingen an der B 188
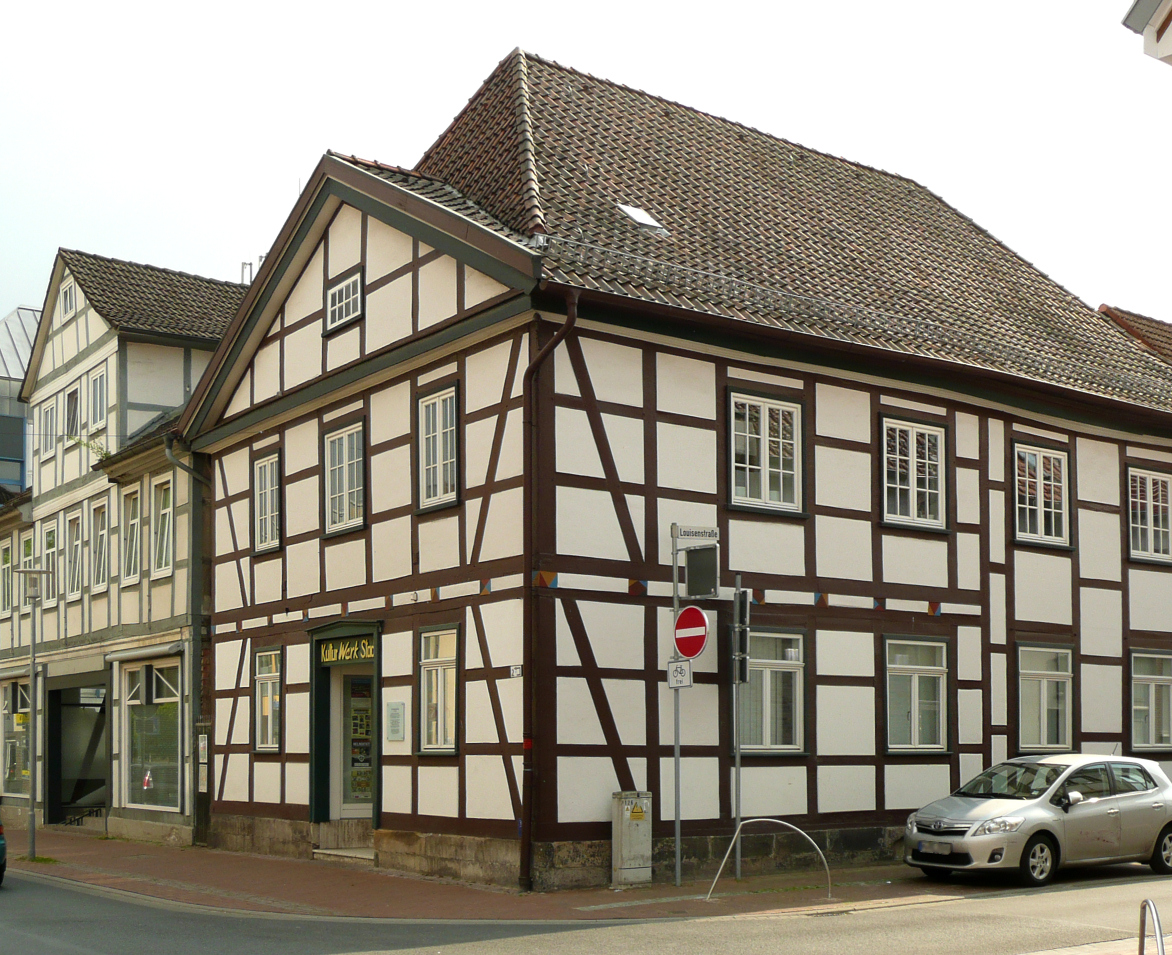
Frühere Synagoge in Burgdorf
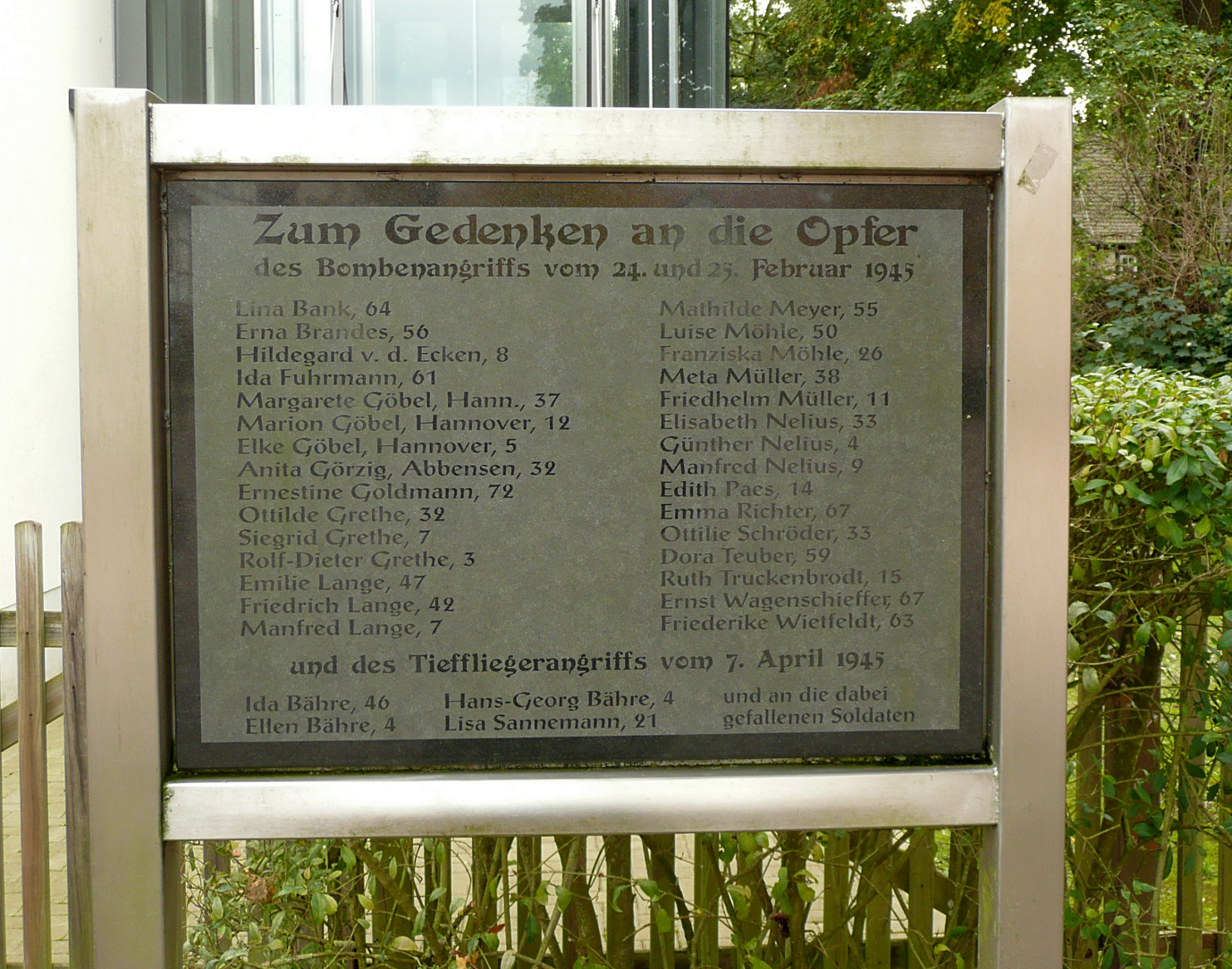
Gedenktafel für die Bombenopfer im Zweiten Weltkrieg

### Eingemeindungen
Durch die am 1. April 1974 in Kraft getretene niedersächsische Gebietsreform wurden die zuvor selbständigen Gemeinden Beinhorn, Dachtmissen, Heeßel, Hülptingsen, Otze, Ramlingen-Ehlershausen, Schillerslage, Sorgensen und Weferlingsen in die Stadt Burgdorf eingegliedert. Sie wurden damit Ortschaften der Stadt Burgdorf.

### Einwohnerentwicklung
Kernstadt Burgdorf
| Jahr | Einwohner | Quelle |
| ---- | --------- | ------ |
| 1824 | 000–00¹   | [ 12 ] |
| 1848 | 02.362 ²  | [ 13 ] |
| 1890 | 3.386     | [ 14 ] |
| 1910 | 4.465     | [ 15 ] |
| 1925 | 5.252     | [ 14 ] |
| 1933 | 5.955     | [ 14 ] |

| Jahr | Einwohner | Quelle |
| ---- | --------- | ------ |
| 1939 | 06.452    | [ 14 ] |
| 1950 | 10.942    | [ 16 ] |
| 1956 | 11.119    | [ 16 ] |
| 1973 | 18.966    | [ 17 ] |
| 2010 | 022.014 ³ |        |
| 2015 | 22.409    | [ 18 ] |

¹ 283 Feuerstellen

² in 313 Häusern (Stadt Burgdorf mit seinen zwei Gemeindeverbänden)

³ laut Versionsgeschichte des Artikels
|  |

Stadt Burgdorf
| Jahr | Einwohner | Quelle |
| ---- | --------- | ------ |
| 1975 | 26.976 ¹  | [ 19 ] |
| 1980 | 28.196 ¹  | [ 20 ] |
| 1985 | 28.641 ¹  | [ 20 ] |
| 1990 | 29.022 ¹  | [ 20 ] |
| 1995 | 30.275 ¹  | [ 20 ] |

| Jahr | Einwohner | Quelle |
| ---- | --------- | ------ |
| 2000 | 30.314 ¹  | [ 21 ] |
| 2005 | 30.074 ¹  | [ 20 ] |
| 2010 | 29.886 ¹  | [ 20 ] |
| 2015 | 30.147 ¹  | [ 20 ] |
| 2019 | 30.727 ¹  | [ 20 ] |

¹ jeweils zum 31. Dezember
|  |

## Religion

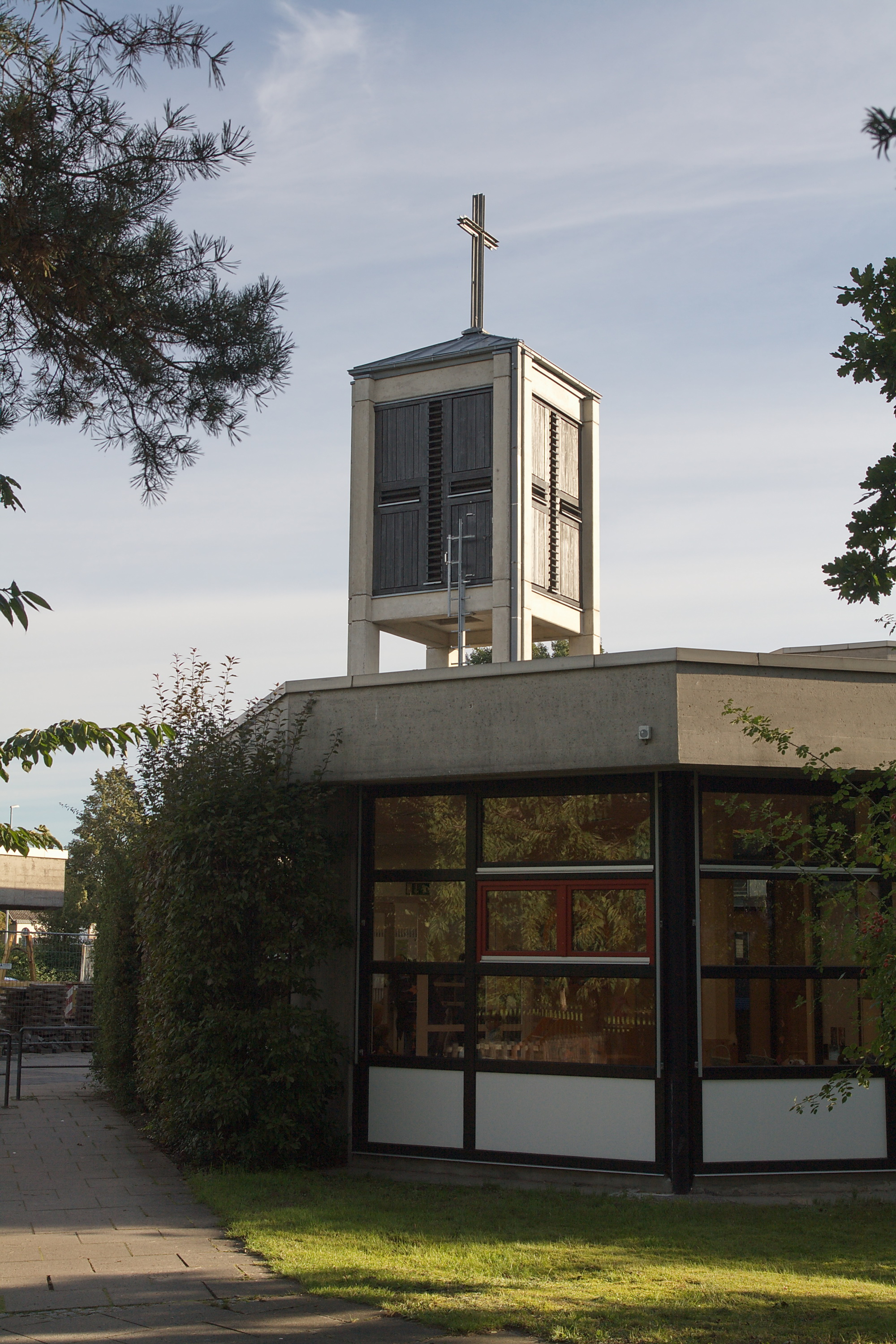
St.-Paulus-Kirche

Zum evangelisch-lutherischen Kirchenkreis Burgdorf gehören in Burgdorf die Kirchengemeinden St. Pankratius, St. Paulus und Martin Luther mit ihren gleichnamigen Kirchen. Die Burgdorfer Hauptkirche St. Pankratius von 1813 befindet sich im Stadtzentrum an der Marktstraße. In der Südstadt befindet sich die moderne Kirche St. Paulus am Berliner Ring. Die Martin-Luther-Kirche steht in Ehlershausen. Zur evangelischen Kirche gehören in Burgdorf eine Reihe weitere Einrichtungen, wie die Kindertagesstätten „Fröbelweg“ und „Pusteblume“ (Weststadt) sowie die Paulus-Kinderkrippe und der Friedhof der Pankratius-Kirche.
Die katholische Pfarrgemeinde St. Nikolaus gehört zum Dekanat Hannover. Zu ihr gehört die gleichnamige Kirche an der Straße Im Langen Mühlenfeld, sie wurde 1935 errichtet und 1972 erweitert. Ferner seit 2006 auch die Kirchen St. Barbara in Hänigsen und St. Matthias in Uetze, wovon St. Barbara 2012 profaniert und abgerissen wurde.
Die Zahl der Protestanten und Katholiken ist gesunken und die Personen, die keiner öffentlich-rechtlichen Religionsgemeinschaft angehören, machen mit 51,6 % (Stand 31. Dezember 2022) eine absolute Mehrheit der Bevölkerung aus.
Die Landeskirchliche Gemeinschaft geht auf das Jahr 1919 zurück, sie hat seit 1978 ihr Gemeinschaftshaus an der Heinrichstraße.
Die Evangelisch-Freikirchliche Jesusgemeinde mit Sitz am Schützenweg gehört zur Gemeinde Hannover-Walderseestraße (Baptisten), die Christengemeinde Elim mit Sitz an der Gartenstraße gehört zum Bund Freikirchlicher Pfingstgemeinden.
Die neuapostolische Gemeinde Burgdorf gehört zum Kirchenbezirk Hannover Nord. Sie wurde 1906 gegründet und verfügt über eine Kirche an der Wallgartenstraße.
Die Zeugen Jehovas sind mit einer Versammlung in Burgdorf vertreten.
Weitere Kirchen befinden sich in zu Burgdorf eingemeindeten Ortsteilen.

## Politik

### Rat der Stadt
Der Rat der Stadt Burgdorf besteht aus 34 Ratsherren und -frauen. Dies ist die Anzahl der Sitze, die bei der Kommunalwahl am 12. September 2021 vergeben wurden. Hinzu kommt der Bürgermeister. Die Sitze verteilen sich wie folgt:
|       | SPD | CDU | Grüne | FDP | WGS FB | Linke | AfD | ∑  |
| ----- | --- | --- | ----- | --- | ------ | ----- | --- | -- |
| Sitze | 10  | 9   | 6     | 3   | 3      | 2     | 1   | 34 |

### Bürgermeister
Bürgermeister der Stadt Burgdorf ist Armin Pollehn (CDU). Seine Stellvertreter sind Arne Hinz (SPD) und Beate Neitzel (CDU).
Am 1. November 2019 wurde der in den Ruhestand gehende ehemalige Bürgermeister Alfred Baxmann (SPD) von Armin Pollehn (CDU) abgelöst, der in einer Stichwahl gegen Matthias Paul am 16. Juni 2019 zum künftigen Bürgermeister gewählt wurde.

### Ortsräte
Die Stadtteile der Stadt Burgdorf werden von insgesamt 17 Ratsmitgliedern in drei Ortsräten vertreten. Seit der Kommunalwahl 2021 verteilen diese sich wie folgt:
| Stadtteile             | SPD | CDU | Grüne | FDP | WG | parteilos | ∑  |
| ---------------------- | --- | --- | ----- | --- | -- | --------- | -- |
| Otze                   | 1   | 2   | 1     | -   | 1a | -         | 5  |
| Ramlingen-Ehlershausen | 2   | 2   | 1     | 1   | -  | 1c        | 7  |
| Schillerslage          | -   | 2   | -     | 1   | 2b | -         | 5  |
| ∑                      | 3   | 6   | 2     | 2   | 3  | 1         | 17 |

a Unabhängige Wählergemeinschaft für Otze, b Unabhängige Wählergemeinschaft WGS FreieBurgdorfer, c Einzelkandidat: Wolfram Nolte

### Wappen
Das Kommunalwappen von Burgdorf stammt von dem heraldischen Maler Carl Wenzel aus Hannover. Wenzel erschuf etliche Wappen im Landkreis Hannover, zum Beispiel für die Orte Ahlten, Bilm und Dolgen.
- Die Genehmigung des Wappens wurde am 5. September 1940 durch den Oberpräsidenten der Provinz Hannover erteilt.[29]
- Die am 1. März 1974 durch Gesetz neugebildete Stadt Burgdorf hat das Wappen der bisherigen Stadt Burgdorf übernommen, das vom Regierungspräsidenten in Hannover am 8. Mai 1974 genehmigt wurde.[29]

| Wappen von Burgdorf | Blasonierung: „In Silber auf grünem Schildfuß nebeneinander zwei grüne Laubbäume mit braunen Stämmen und Astwerk (Eichen), vor denen ein herschauender, goldener Löwe ruht.“ |
| Wappen von Burgdorf | Wappenbegründung: Der Ursprung des Wappens der Stadt ist nicht festzulegen. Da man nicht weiß, warum und durch wen es verliehen wurde, lässt sich für die Wappenzeichen auch keine Begründung geben. Es hat auch im Laufe der Jahrhunderte wesentliche Veränderungen erfahren. Nach den ältesten bekannten Darstellungen aus dem 16. Jahrhundert kann es sich bei dem Wappentier auch um einen Leoparden handeln. Später zeigte das Wappen anstelle der Laubbäume zwei Tannen. Seit 1940 wird das Wappen wieder mit den Laubbäumen (Eichen) dargestellt. |

### Farben, Flagge
Die Farben der Stadt, und daraus folgend die der Stadtflagge: „Die Farben der Stadt sind ‚grün‘ und ‚gelb‘.“

### Siegel
Das Siegel ist folgend gestaltet: „Das Dienstsiegel enthält das Wappen und die Umschrift ‚Stadt Burgdorf‘.“
- Wappen, Farben und Siegel der Stadt Burgdorf sind in § 2 Absatz 1, 2 und 3 der Hauptsatzung festgelegt.[30]

### Wappen der Ortschaften
„Bei geeigneten Anlässen feierlicher und sonstiger repräsentativer Art dürfen in den Ortschaften neben dem Stadtwappen und der Stadtfahne die bisherigen Wappen und Fahnen der Ortschaften gezeigt werden.“
- Den Gebrauch der bisherigen Hoheitszeichen der eingemeindeten Ortschaften regelt § 2 Absatz 5 der Hauptsatzung.[30]

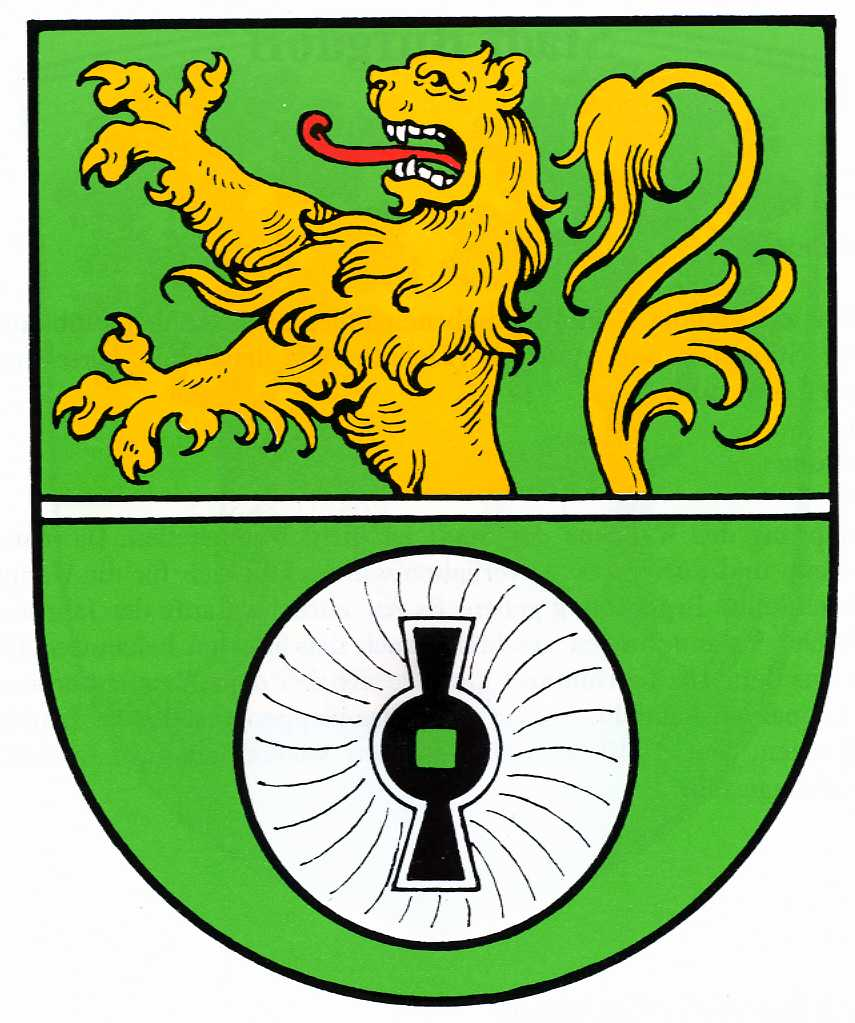
Beinhorn
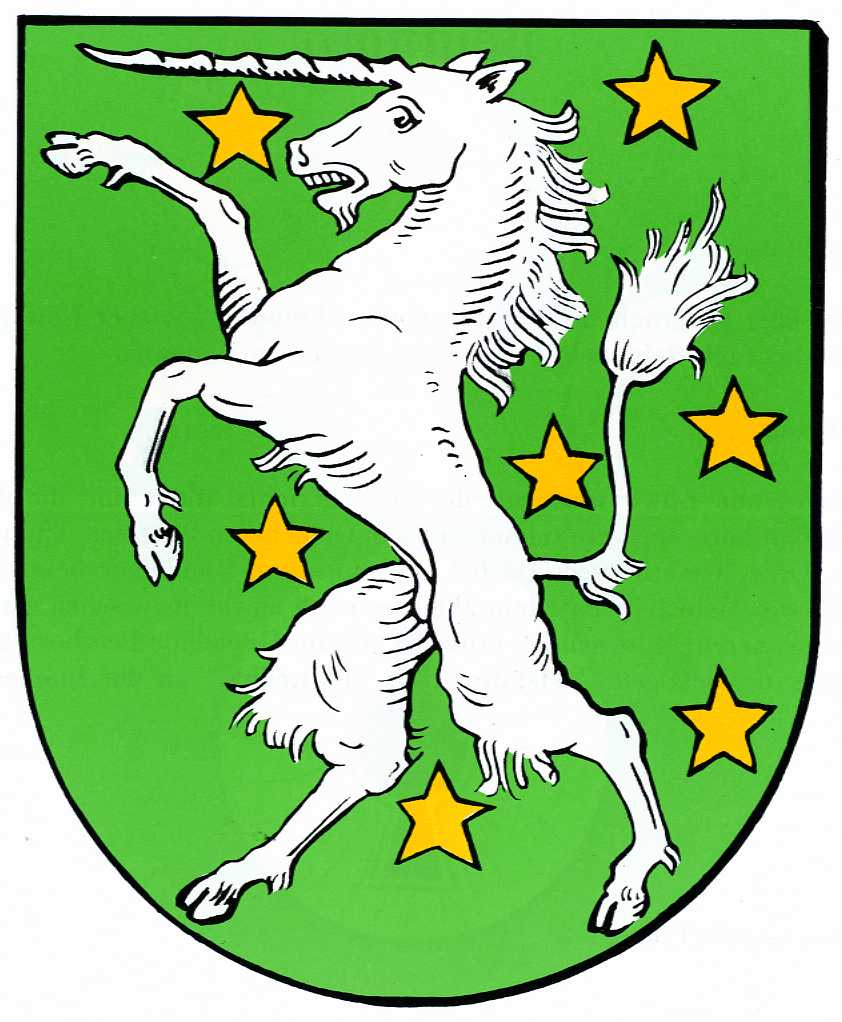
Dachtmissen
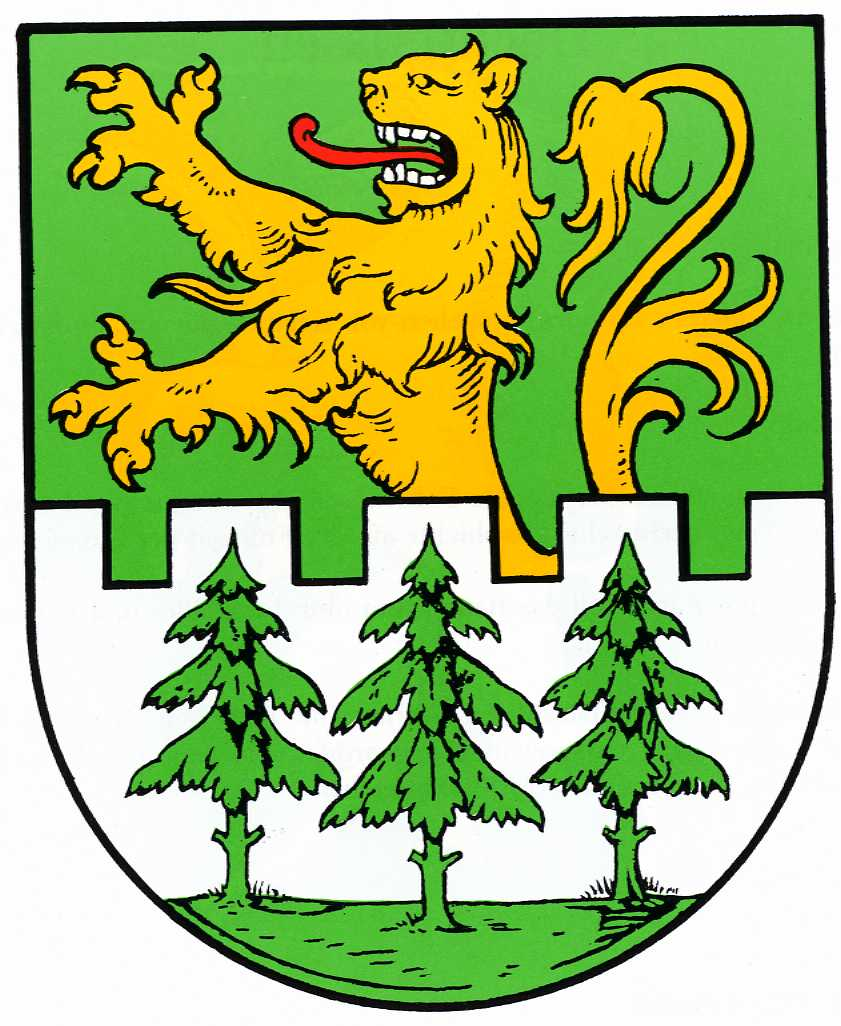
Heeßel
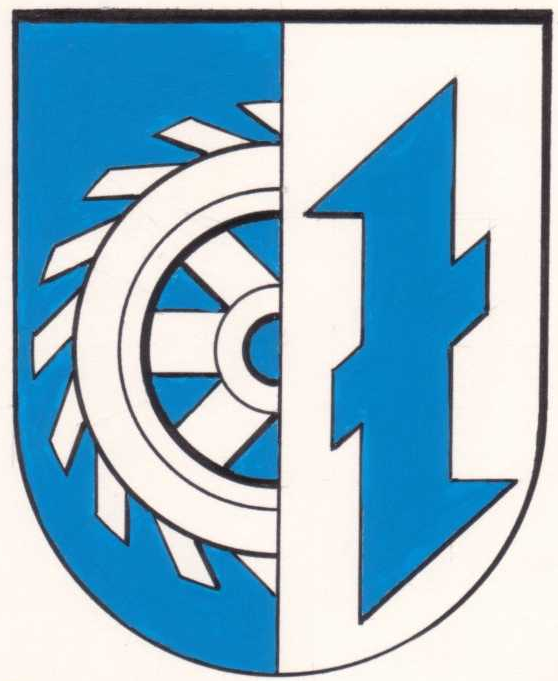
Hülptingsen
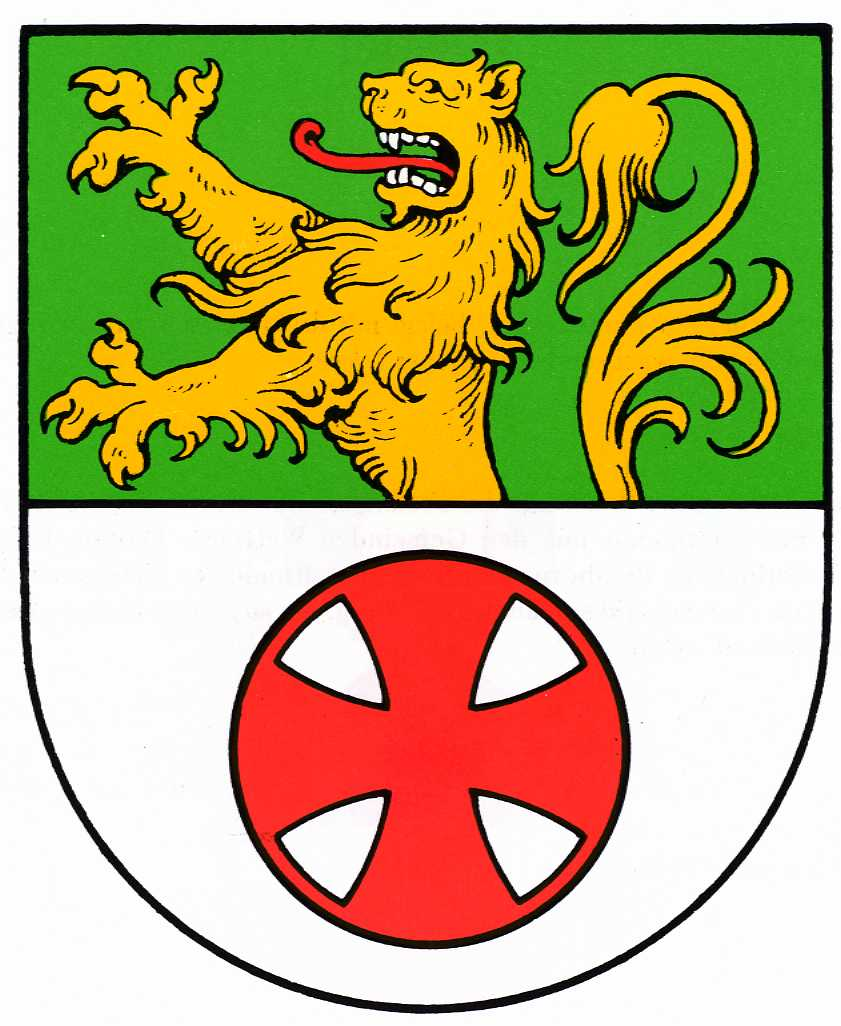
Otze
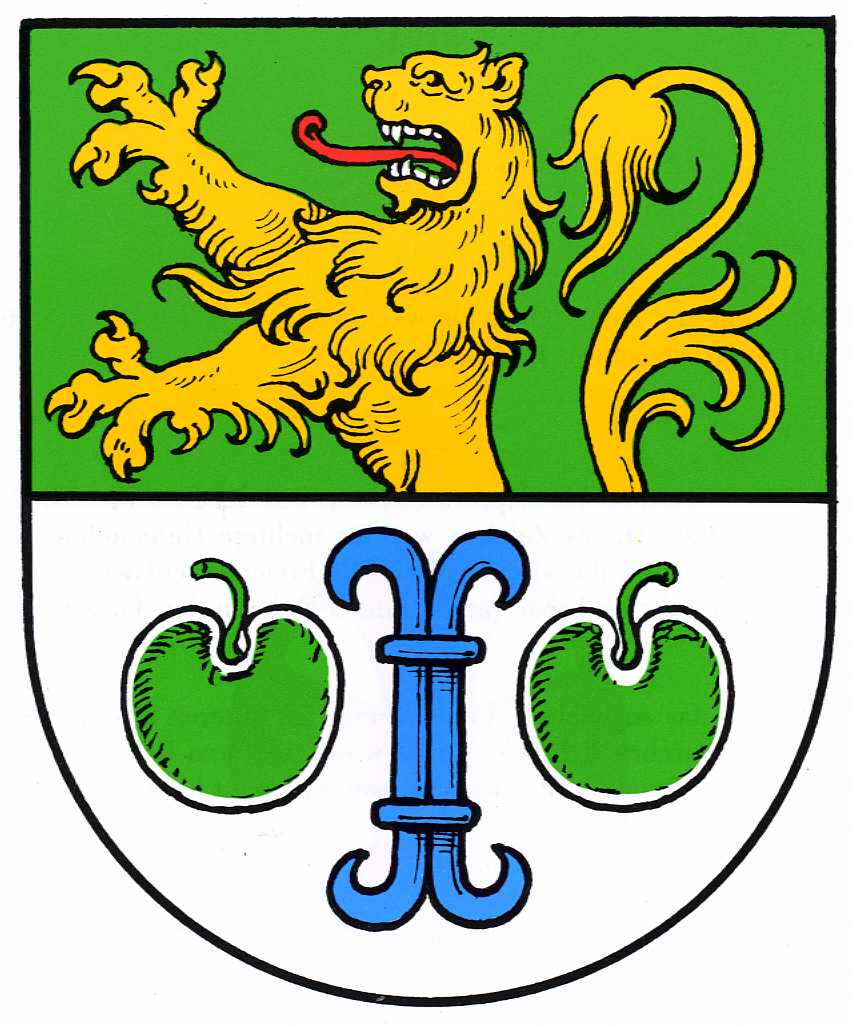
Ramlingen-Ehlershausen
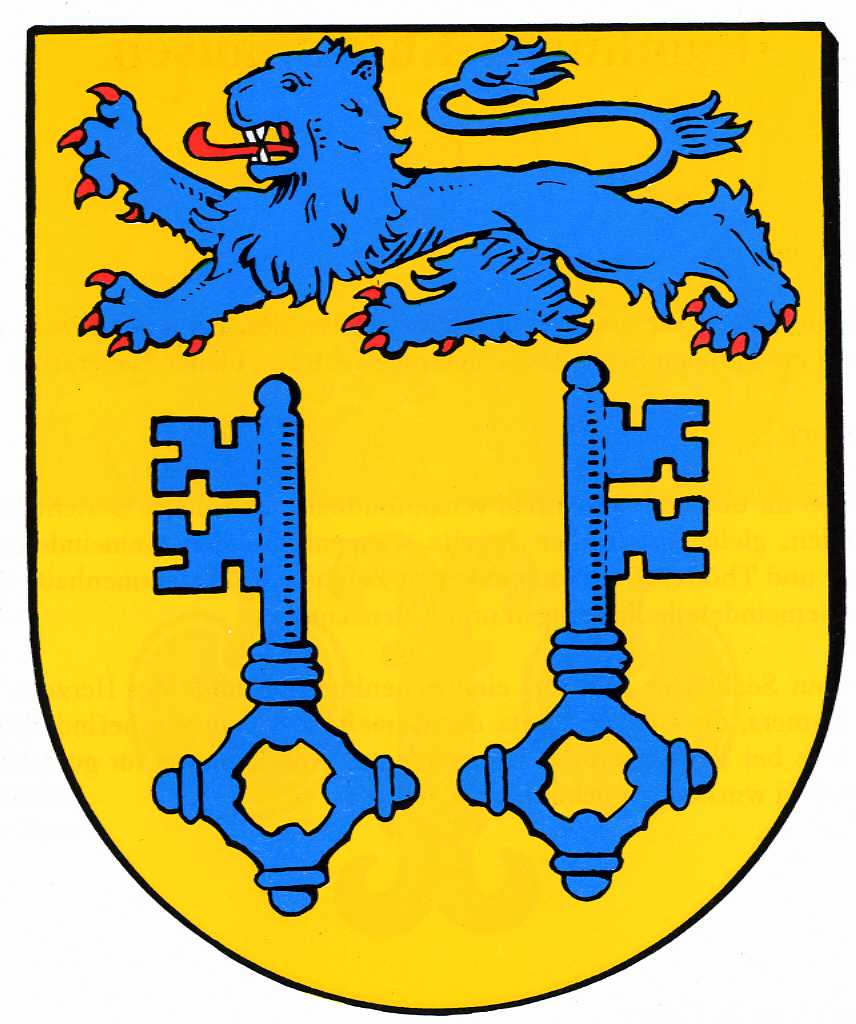
Schillerslage
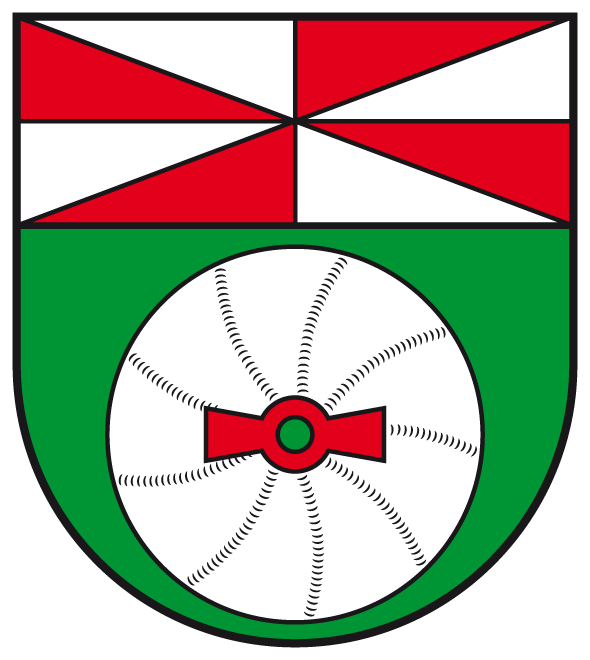
Sorgensen
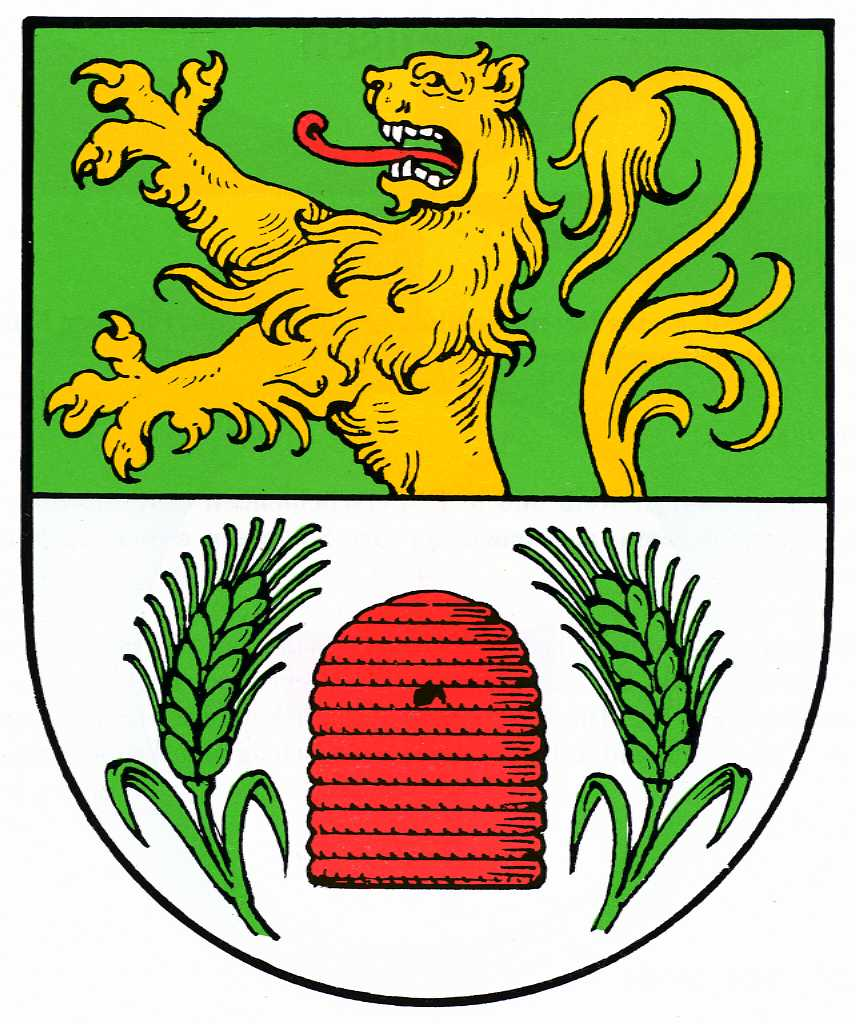
Weferlingsen

### Städtepartnerschaften
- Burgdorf, Kanton Bern (Schweiz), seit 1968[31]
- Calbe (Saale), Sachsen-Anhalt (Deutschland), seit dem 17. November 1990[31]

Die seit 1971 bestehende Partnerschaft zur niederländischen Stadt Rheden wurde aus finanziellen Gründen 2015 und 2016 von beiden Städten beendet.
Partnerschaften der Ortschaften
Des Weiteren gibt es seit 1990 Partnerschaften zwischen der Ortschaft Ramlingen-Ehlershausen und Kleinmühlingen (Gemeinde Bördeland) in Sachsen-Anhalt sowie zwischen Otze und Großmühlingen, ebenfalls der Gemeinde Bördeland zugehörig.

## Kultur und Sehenswürdigkeiten

### Bauwerke
- Das Burgdorfer Stadtbild ist durch zum Teil bedeutende historische Fachwerkbauten geprägt, die gegen Ende des 20. Jahrhunderts aufwändig und originalgetreu restauriert wurden. Dazu zählt vor allem das Schloss Burgdorf von 1643, das an der Stelle des bereits im 13. Jahrhundert erwähnten castrum burgtorfe steht.
- 1805 entstand das bemerkenswerte, ursprünglich klassizistische Rathaus, das 1950 ein Satteldach und 1996 ein Glockenspiel erhielt. Das Gebäude des Stadtmuseums stammt aus dem Jahr 1658.
- Dieses wie einige andere Häuser Am Brandende wurden beim großen Stadtbrand von 1809 verschont.
- Von Grund auf neu gebaut werden musste die St.-Pankratius-Kirche, die 1814 in klassizistischen Formen vollendet war.
- Auf dem Magdalenenfriedhof aus dem 16. Jahrhundert mit der Magdalenenkapelle von 1868 befindet sich das Grab des Komponisten und Dichters Philipp Spitta.
- Südlich der Ortschaft Heeßel, in einem Landschaftsschutzgebiet, liegen die Reste der von Wällen umgebenen Burg Heeßel.
- Die Otzer Kapelle mit ihrem hölzernen Glockenturm wurde im Jahr 1350 errichtet.
- Im Ortsteil Ramlingen steht die kleine Fachwerkkapelle von 1698, die nach der Zerstörung der Vorgängerkapelle im Dreißigjährigen Krieg das alte Gebäude ersetzt.
- Das älteste Bauernhaus in Schillerslage stammt aus dem Jahr 1767. Es steht auf dem früheren bekannten Sprengelschen Posthof – ehemals Zollstation – aus dem Jahr 1784.
- Die Sorgenser Bockwindmühle stammt aus dem 17. Jahrhundert. Sie ist heute im Besitz der Stadt Burgdorf, wurde restauriert und ist als Baudenkmal erhalten.
- Die als örtliches Wahrzeichen dienende 1847 errichtete Fünfflügelmühle wurde 1970 abgerissen.

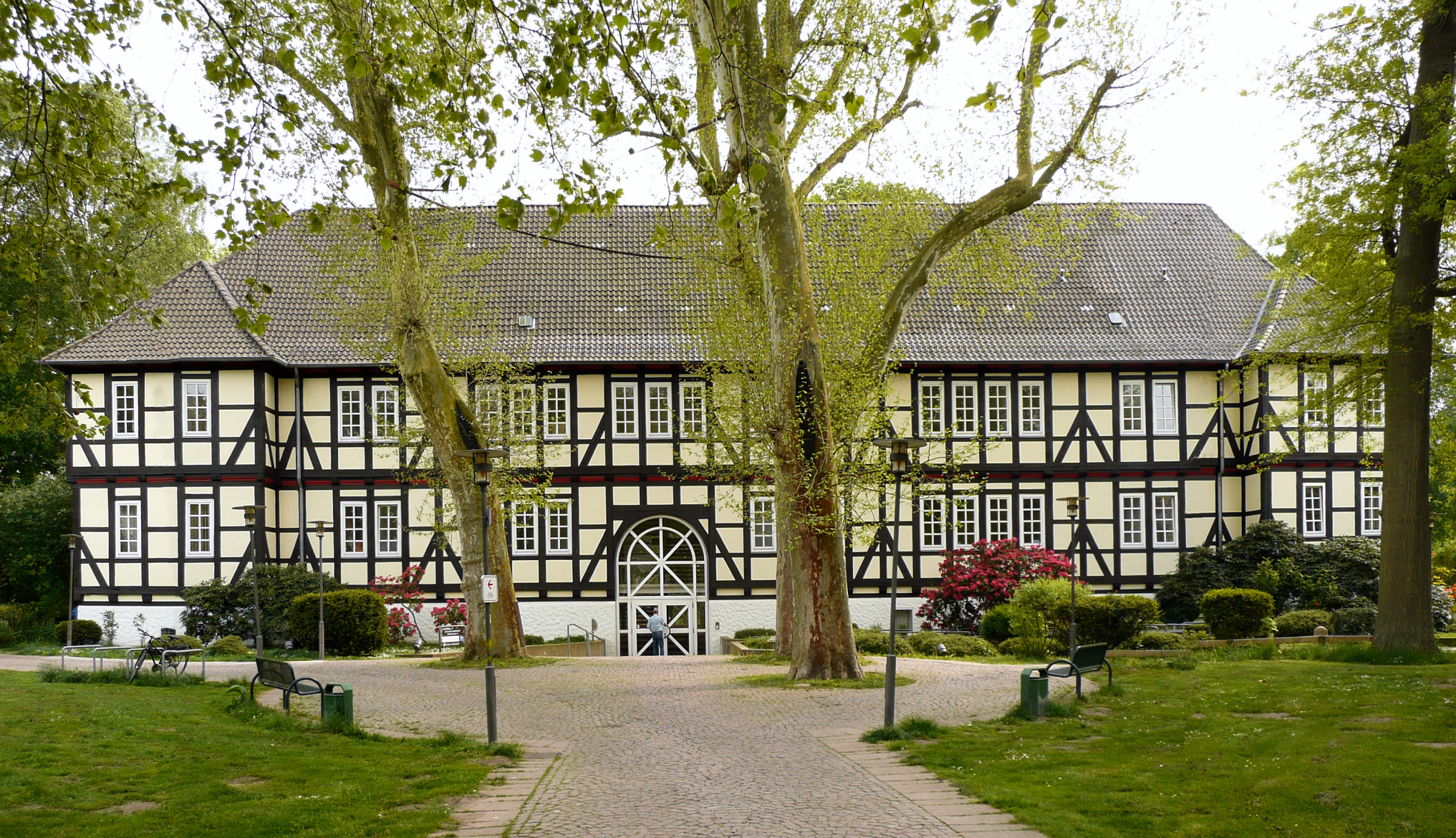
Schloss Burgdorf
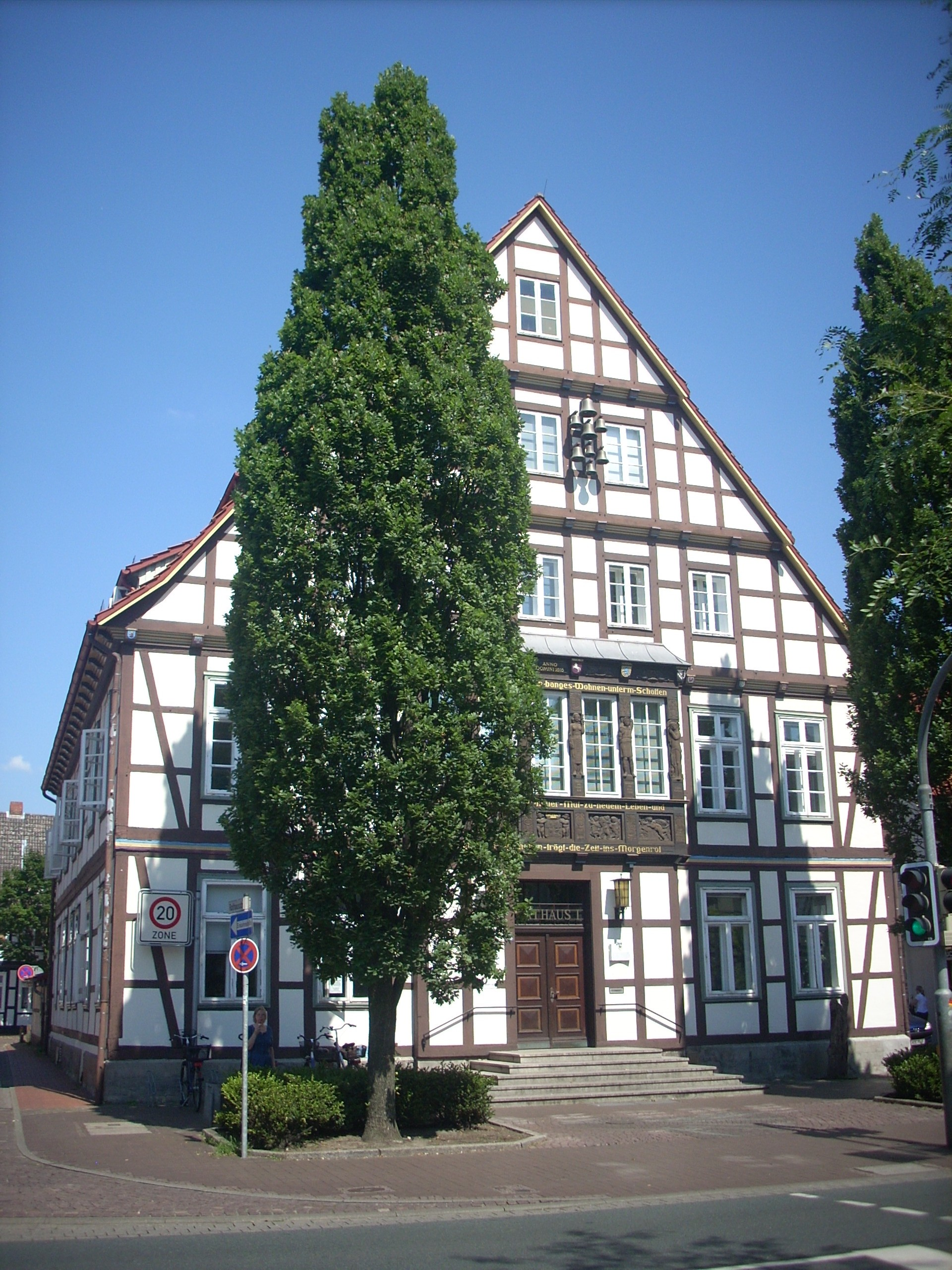
Historisches Rathaus
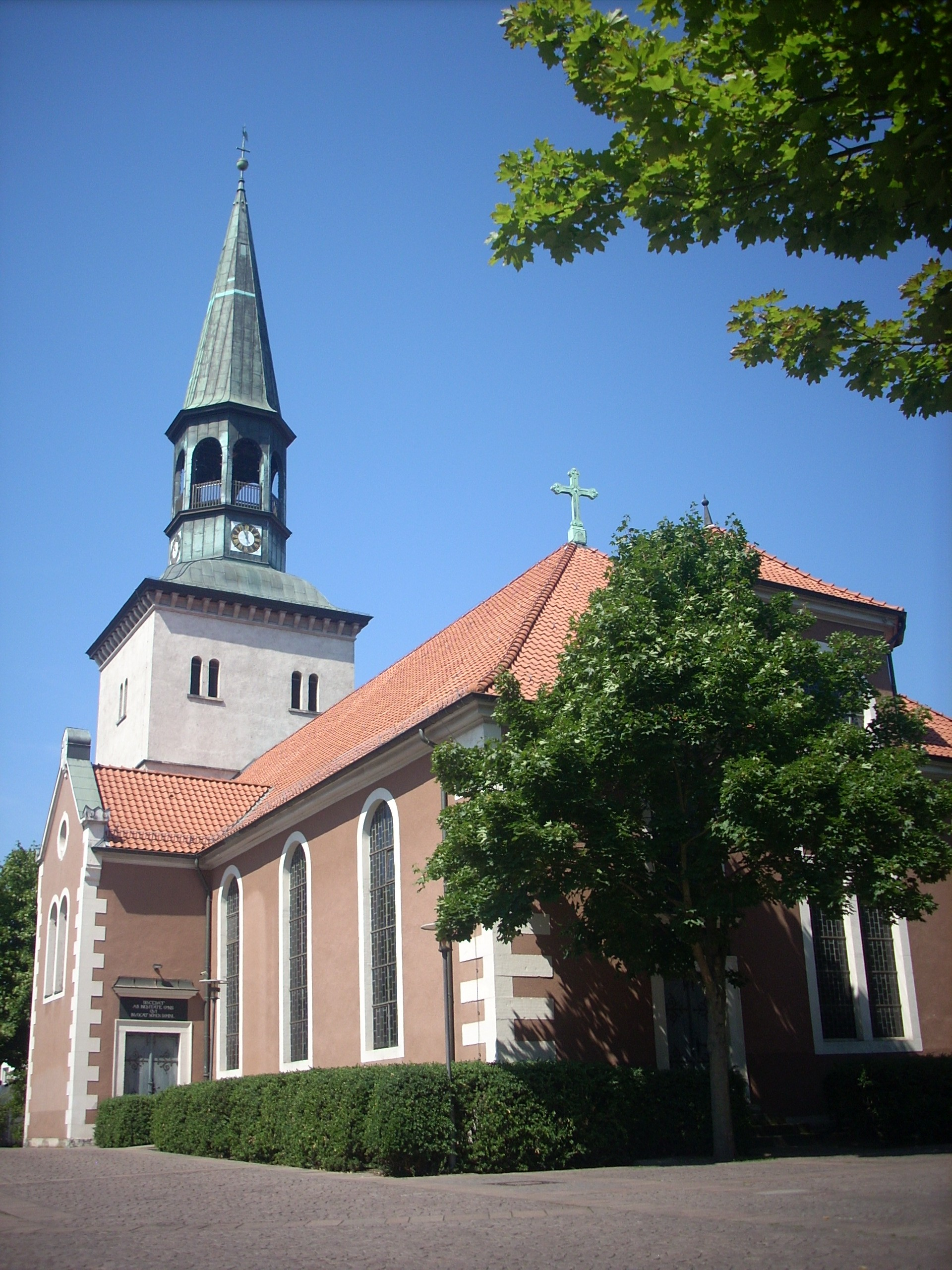
Ev.-luth. St.-Pankratius-Kirche
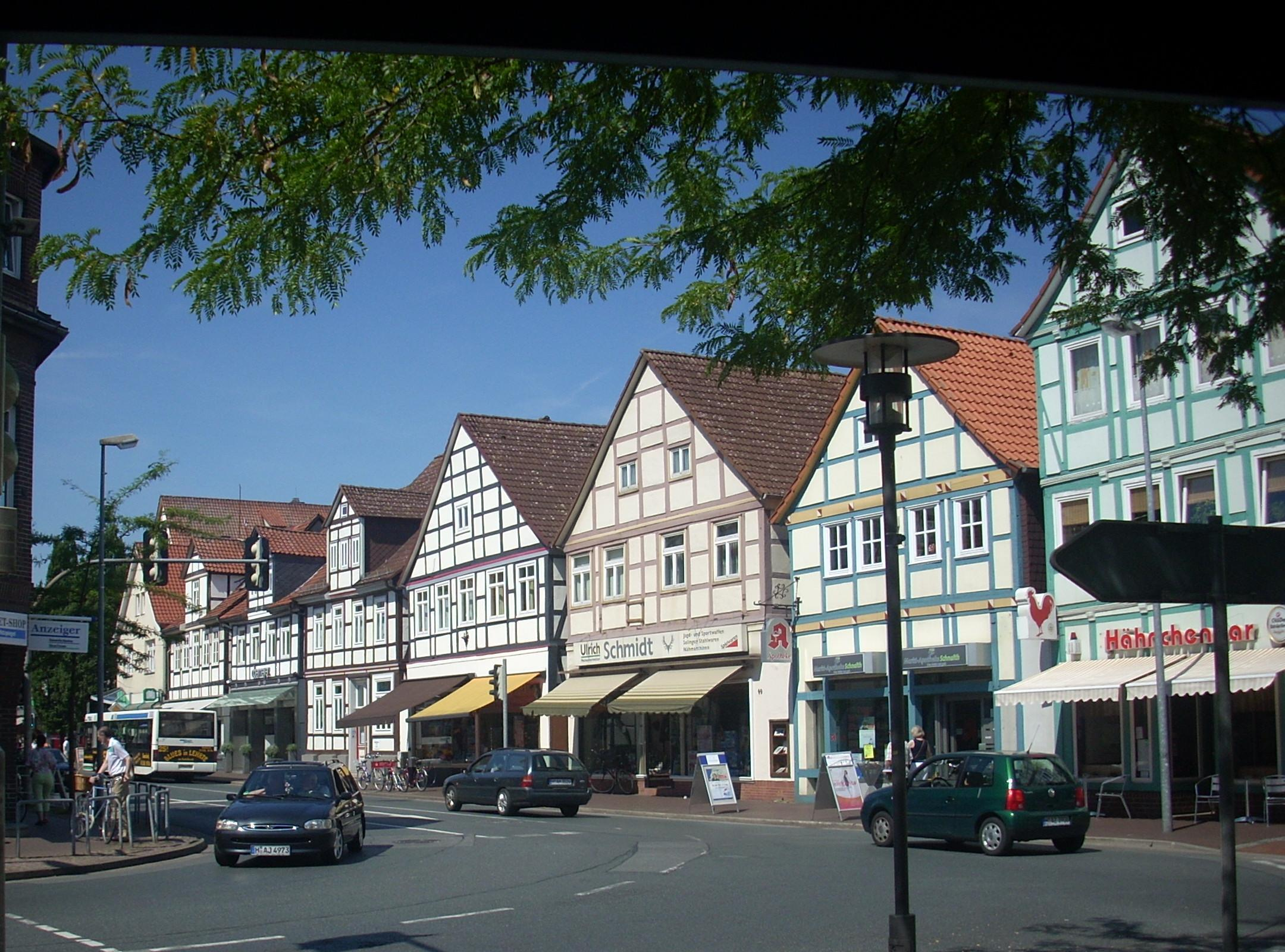
Häuser an der Markstraße
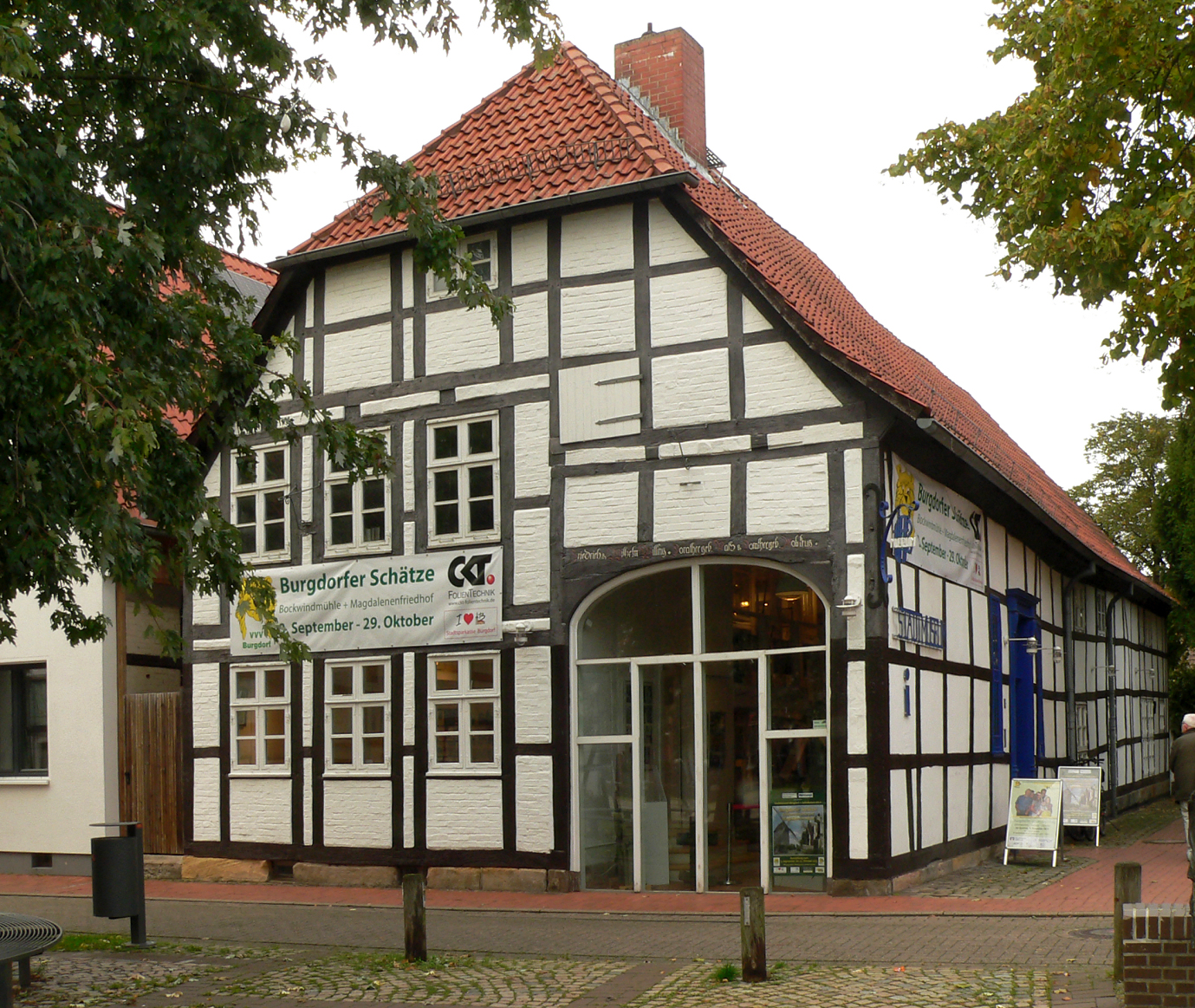
Stadtmuseum Schmiedestraße
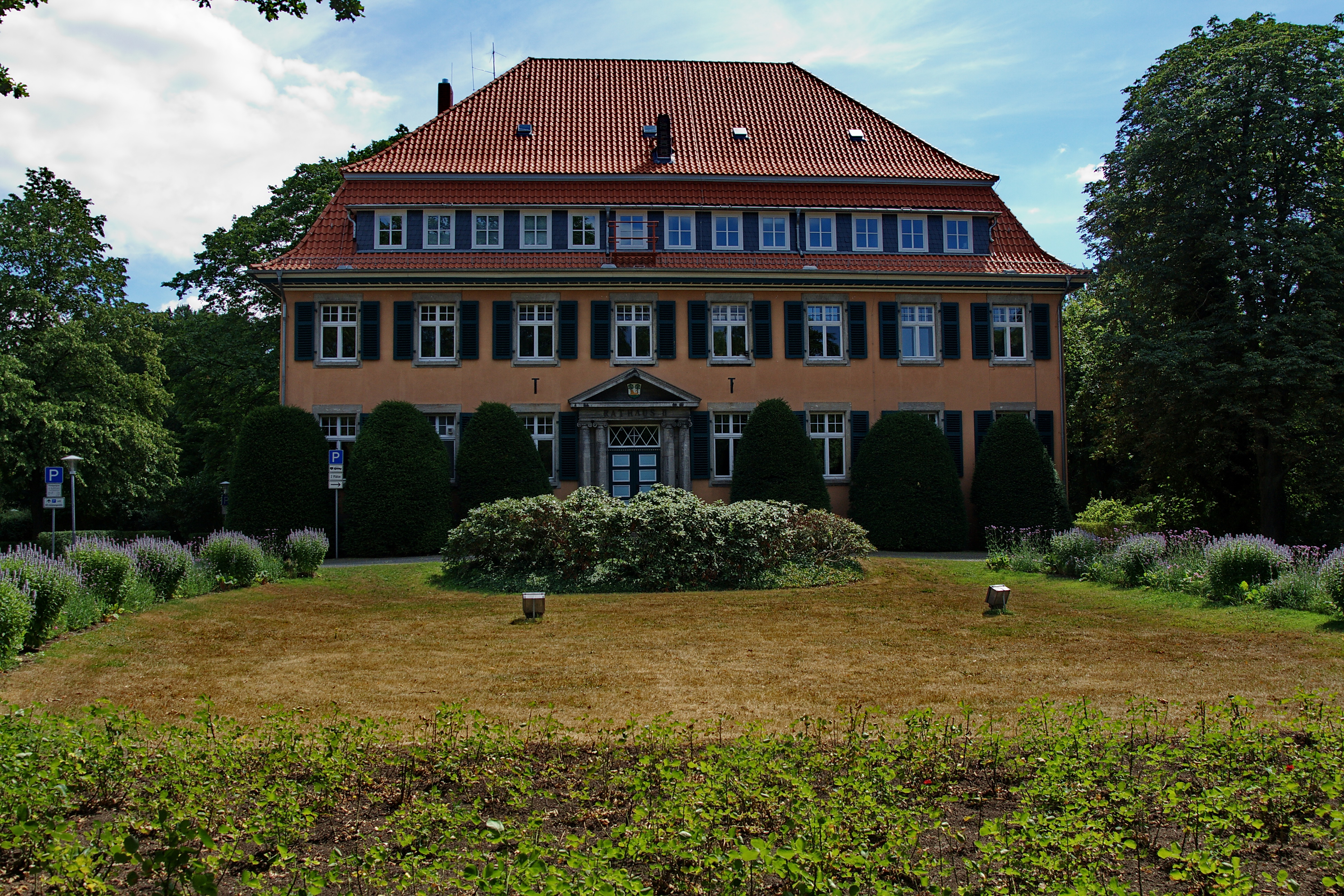
Landratsvilla (Rathaus II)
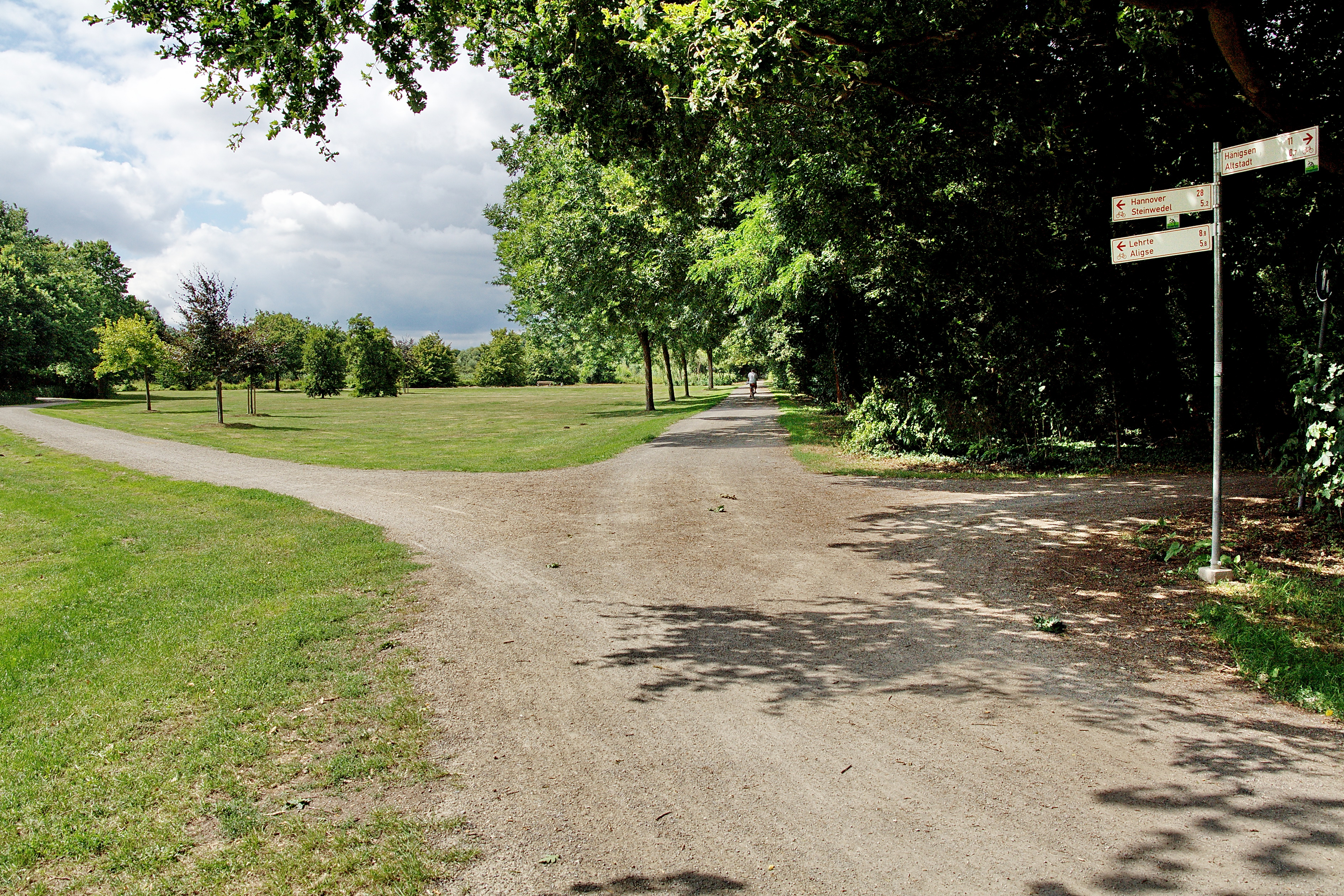
Stadtpark
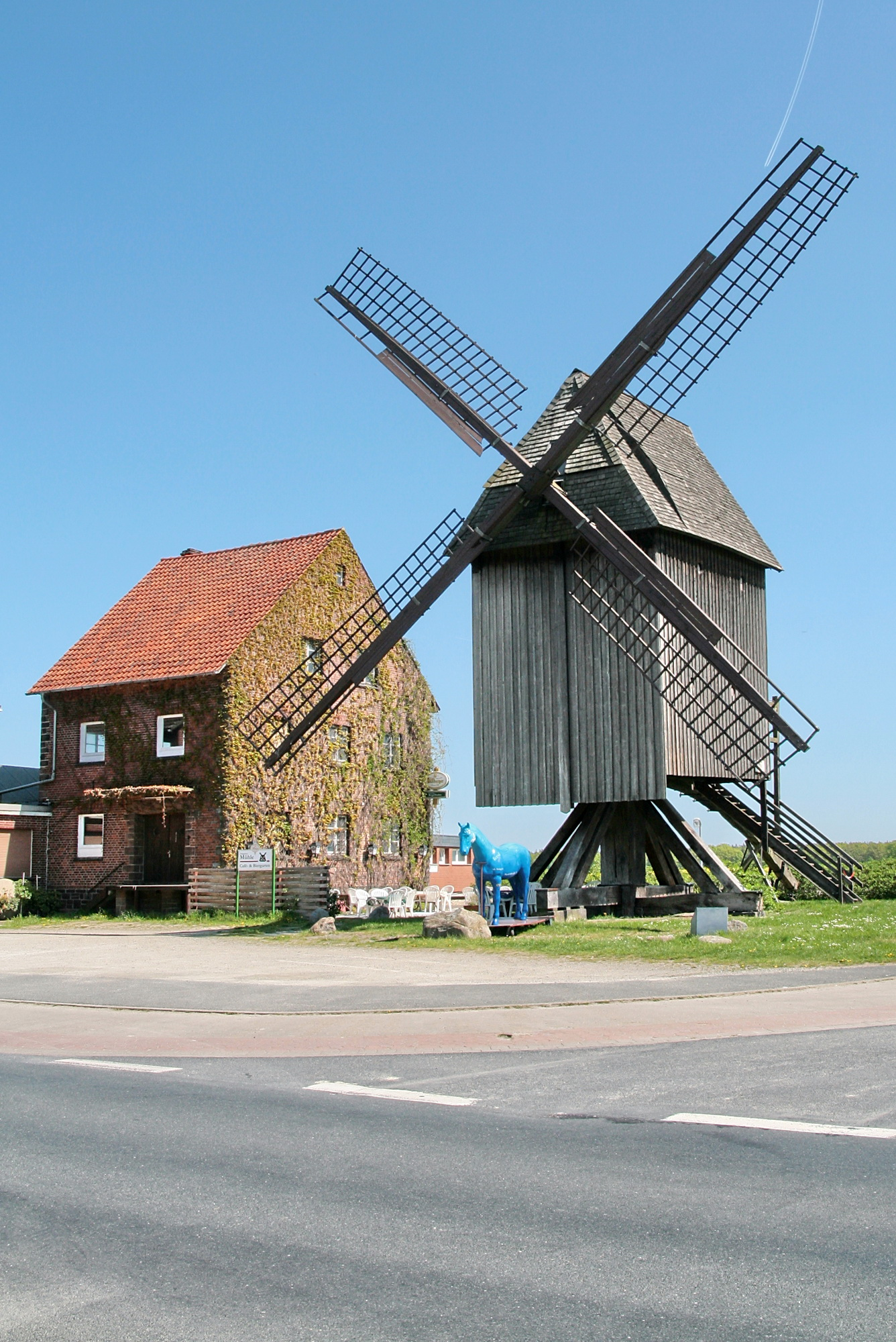
Sorgenser Bockwindmühle

### Baumdenkmal
Das Baumdenkmal für die deutsche Einheit  befindet sich auf der Bürgerwiese in Sorgensen. Es wurde am 25. November 2015 anlässlich des 25. Jahrestages der Deutschen Einheit gepflanzt.

### Sprache
Burgdorf gehörte historisch zum ostfälischen Sprachgebiet. Das Standarddeutsche hat die plattdeutsche Sprache dort aber fast vollständig verdrängt. Heute hat die Burgdorfer Umgangssprache zusammen mit der des gesamten Gebiets rund um Hannover den Ruf, der Standardsprache besonders nahe zu sein. Es gibt jedoch noch einige regionale Eigenheiten, die zum Teil durch ein plattdeutsches Substrat erklärt werden können.
Das /l/ wird im Silbenauslaut oft vokalisiert, sodass „mal“ klingt wie „ma“ oder „solche“ wie „Seuche“. /g/ wird oft zu /x/ oder /ç/ lenisiert, sodass „sagte“ wie „sachte“ klingt. Das kurze /ɪ/ fällt mit dem kurzen /ʏ/ zusammen („büdde“ statt „bitte“ und „Kürche“ statt „Kirche“). Typisch sind auch die Verwendung von „ebent“ statt „eben“, die binnendeutsche Konsonantenschwächung („Leude“ statt „Leute“) und die Tmesis von Adverbien („Da kann ich nichts für“ statt „Dafür kann ich nichts“).

### Musik
Die – am Medienerfolg gemessen – wohl bekannteste Burgdorfer Band dürfte die High Life Skiffle Group, später High Life Music Group, gewesen sein, die 1974 gegründet wurde und mit „Hey hey Marlene“ sowie „Ich fahr mit der Lambretta“ Achtungserfolge erzielen konnte. Ein Schüler des Burgdorfer Gymnasiums war der Popsänger Lukas Rieger.

### Sport
Die Stadt beheimatet den Handballverein TSV Hannover-Burgdorf, der seit 2009 in der Handball-Bundesliga spielt. Der Fußballverein SV Ramlingen/Ehlershausen gewann 2006 die Niedersachsenmeisterschaft und spielt zurzeit (Stand: Saison 2022/2023) in der Fußball-Oberliga Niedersachsen, also in der fünfthöchsten Spielklasse. Zwei Ligen tiefer, in der Bezirksliga, spielen der Heesseler SV aus dem Stadtteil Heeßel sowie die Fußballer der TSV Burgdorf.
In der Ortschaft Ehlershausen befindet sich ein 18-Loch-Golfplatz und in der Ortschaft Otze eine Swingolf-Anlage. In der Ortschaft Ehlershausen besteht das Segelfluggelände Großes Moor, dessen Segelflugverein LSV Burgdorf seit der Saison 2011 in der 1. Bundesliga vertreten ist. Der Segelflugverein ist in Niedersachsen am erfolgreichsten im Streckenflug.

## Wirtschaft und Infrastruktur

### Wirtschaft

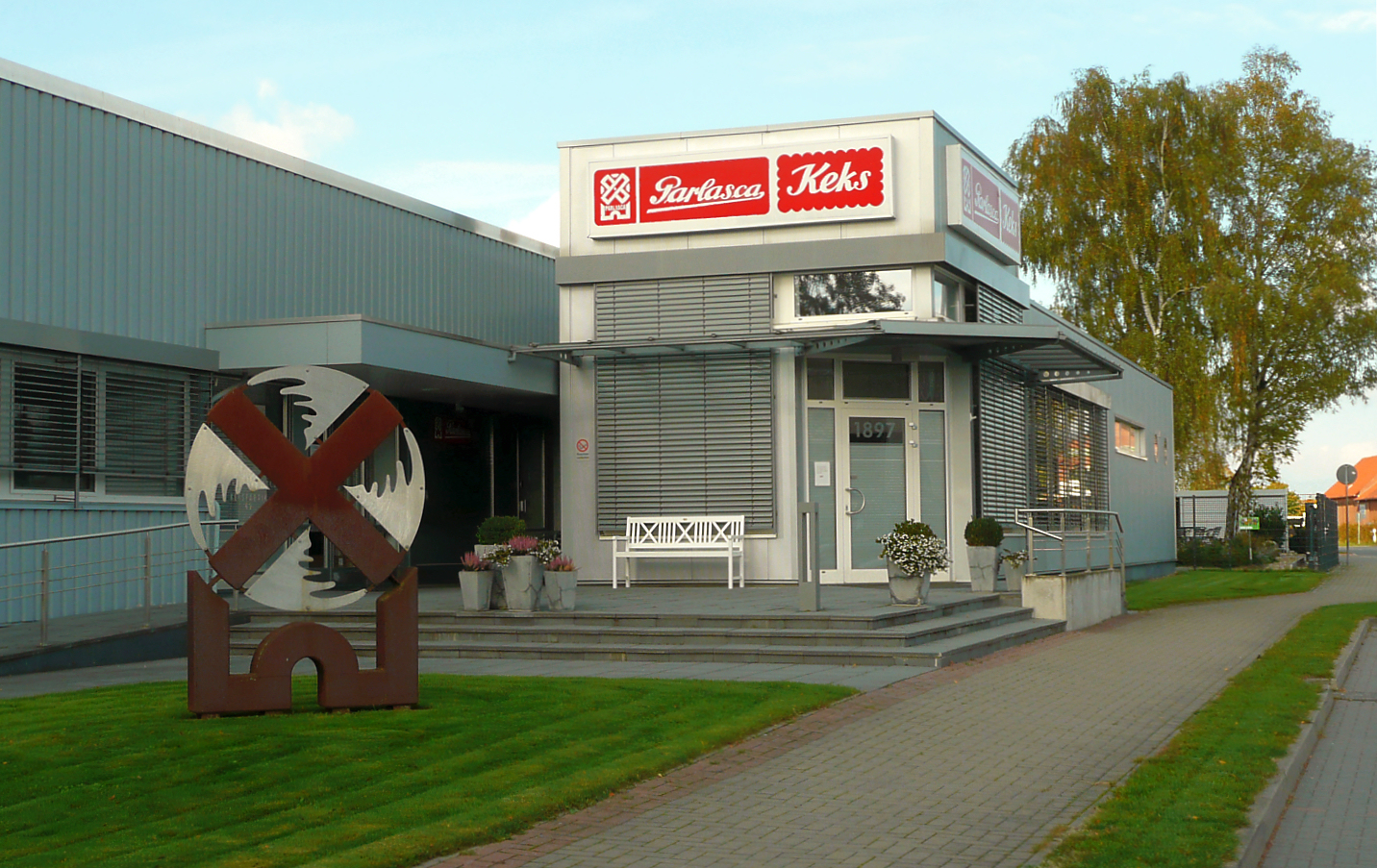
Parlasca Keksfabrik

Im östlich der Kernstadt liegenden Hülptingsen befindet sich ein wichtiges Gewerbegebiet Burgdorfs. Im nördlichen Stadtbereich hat die Firma Georg Parlasca Keksfabrik als Hersteller von Dauerbackware seit 1967 ihren Sitz. Zuvor war das Unternehmen in Hannover angesiedelt, wo es 1897 vom Bäckermeister Georg Parlasca gegründet wurde.

### Verkehr
Burgdorf liegt an der Bundesautobahn A 37 nach Hannover, die nördlich von Burgdorf in Richtung Celle in die Bundesstraße B 3 übergeht. Nördlich umgeht die B 188 die Stadt, während die B 443 in Nord-Süd-Richtung durch Burgdorf verläuft. Bis 2006 führte die B 188 durch das Stadtzentrum.
Burgdorf liegt mit den Bahnhöfen Burgdorf, Ehlershausen und Otze an der Bahnstrecke Lehrte–Celle. Die dort haltenden Bahnen der S-Bahn Hannover ergänzen sich zu einem Halbstundentakt Celle–Hannover im Rahmen des Großraum-Verkehrs Hannover. Zusätzlich ist Burgdorf ein Drehkreuz für Buslinien der Regiobus Hannover.

## Persönlichkeiten

### Söhne und Töchter der Stadt
- Dietrich Christoph Gloger (um 1705–1773), Orgelbauer in Stade
- Burchard Detlef Carl Friedrich von Oldershausen (1770–1824), Jurist, Drost und Oberhauptmann
- Carl Sprengel (1787–1859), Ökonomierat, Landwirt, Professor, Fabrikant und Schriftsteller, wurde in Schillerslage geboren
- Heinrich Wilhelm Ferdinand Wackenroder (1798–1854), Chemiker und Pharmazeut
- Louis Meyer (1802–1889), Kaufmann und Politiker
- Carl von Brandis (1827–1903), Landdrost und Offizier, Gründer der Stadt Johannesburg in Südafrika
- Heinrich Breling (1849–1914), Genre- und Historienmaler
- Edmund Hoppe (1854–1928), Historiker der Mathematik und der Naturwissenschaften
- Carl Sievers (1867–1925), Politiker (DHP)
- Bruno Italiener (1881–1956), liberaler Rabbiner
- Wilhelm Schönmann (1889–1970), deutscher Schachmeister
- Otto Rischbieter (1897–1943), Maler
- Ernst-August Rumpeltin (1904–1978), Zeitungsverleger
- Berry Lipman (1921–2016), Musiker, Gründer des Berry Lipman Orchesters
- Jochen Mellin (1940–2009), Fotojournalist und Autor zur Stadtgeschichte
- Detmar Leo (1944–2009), Bremer Politiker (SPD)
- Gerhard Athing (* 1945), Richter am Bundesgerichtshof
- Ralf Beckmann (* 1946), Deutscher Meister und Bundestrainer im Schwimmen
- Marco Dehne (* 1969), Fußballspieler

### Personen, die mit der Stadt in Verbindung stehen
- Johann Heinrich Heinrichs (1765–1850), evangelisch-lutherischer Theologe, hannöverscher Kirchenrat und Superintendent
- Philipp Spitta (1801–1859), evangelischer Theologe und Liederdichter, Liedersammlung Psalter und Harfe 1833, gehörte der lutherischen Erweckungsbewegung an
- Heinrich Thöne (1816/17–1847), hingerichteter Raubmörder
- Karl Heinrich Ulrichs (1825–1895), Jurist, erster Sexualforscher zum Thema Homosexualität
- Adolf Cillien (1893–1960), Theologe und Politiker (CDU), der unter anderem als Landtagsabgeordneter den Wahlkreis Burgdorf vertrat
- Arthur Dietzsch (1901–1974), Funktionshäftling und Kapo
- Otto Hess (1908–1967), Politiker (DRP, NPD) und Abgeordneter des Niedersächsischen Landtages
- Hans Joachim Ihle (1919–1997), Bildhauer, lebte von 1973 bis zu seinem Tod in Burgdorf
- Hugo Schreiber (1919–2007), Vorsitzender des Landessozialgerichtes Niedersachsen-Bremen
- Hermann Hoffmann (1928–1997), Musiker, Tontechniker und Radiokomödiant (Eine kleine Dachkammermusik)
- Ernst Albrecht (1930–2014), ehemaliger Ministerpräsident und Justizminister des Landes Niedersachsen (CDU), wohnte in Burgdorf-Beinhorn
- Edgar Hoppe (* 1937), Schauspieler (u. a. Großstadtrevier), lebte in seiner Jugend an der Mönkeburgstraße in Burgdorf
- Heinrich Uhde (* 1937), ehemaliger Richter und Hundeführer
- Jürgen Leinemann (1937–2013), Journalist, politischer Korrespondent und Buchautor, wuchs in Burgdorf auf
- Burkhard Driest (1939–2020), Schauspieler, überfiel 1965 die Stadtsparkasse Vor dem Celler Tor (Beute: 5670 D-Mark)
- Michael Frenzel (* 1947), Politiker (SPD) und Manager, von 1994 bis 2013 Vorstandsvorsitzender der TUI AG, wohnt in Burgdorf-Ehlershausen
- Wolfgang Mierswa (* 1947), Pädagoge, Fußballschiedsrichter und Schiedsrichterfunktionär; begann seine Schiedsrichterkarriere im Stadtteil Otze
- Bernd Lange (* 1955), Mitglied des Europäischen Parlaments von 1994 bis 2004 und wieder seit 2009 (SPD), wohnt in Burgdorf
- Heiko von der Leyen (* 1955), Arzt und Hochschullehrer, wohnt in Burgdorf-Beinhorn
- Detlef Klahr (* 1957), Superintendent des Kirchenkreises Burgdorf von 2002 bis 2007
- Ursula von der Leyen (* 1958), Politikerin (CDU), Präsidentin der Europäischen Kommission, wohnt in Burgdorf-Beinhorn
- Florian Meyer (* 1968), Bundesliga- und FIFA-Schiedsrichter
- Jean-Michel Tourette (* 1975), Mitglied der Band Wir sind Helden
- Hendrik Großöhmichen (* 1985), Fußballspieler, spielte in der Jugend beim Heesseler SV
- Henrik Ernst (* 1986), Fußballspieler, spielte in der Jugend beim Heesseler SV und später bei Hannover 96 und RB Leipzig in der Fußball-Bundesliga, er wuchs in der Ortschaft Schillerslage auf
- Willi Mathiszik (* 1984), Leichtathlet, der mehrfache Deutsche Meister in Hürdensprint lebt seit 2022 in der Stadt Burgdorf[38]